# Olivais
Olivais, conosciuta tra il 1959 ed il 2012 come Santa Maria dos Olivais, è una freguesia del Portogallo e un quartiere della città di Lisbona. Tra il 1852 ed il 1885 fu concelho (municipio) autonomo. Poco urbanizzato e di notevole estensione, esso comprendeva 24 freguesias. Aveva una superficie di 223 km² e una popolazione di 29 491 (dato del 1878). In seguito alla soppressione del municipio di Olivais si ebbe l'annessione di gran parte del suo territorio a Lisbona; la parte rimanente costituì il nucleo del nuovo municipio di Loures, istituito nel 1886. Il territorio della freguesia di Olivais venne interessato nel corso della sua storia successiva da diversi mutamenti territoriali, che ne hanno ridotto considerevolmente l'estensione: nel 1895, nel 1928, nel 1959 ed infine nel 2012. In seguito a quest'ultima riforma amministrativa, ha perso la sua area rivierasca, nucleo della neocostituita freguesia di Parque das Nações. Una parte consistente del territorio della freguesia di Olivais è occupata dall'aeroporto di Lisbona, le cui prime strutture vi vennero costruite nel 1940.

## Monumenti e luoghi d'interesse
- Parque do Vale do Silêncio, progettato da Manuel de Sousa da Câmara nel 1950
- Palácio da Quinta do Contador Mor
- Casa da Quinta da Fonte do Anjo, residenza nobiliare in stile pombalino realizzata nella seconda metà del XVIII secolo
- Casa da Quinta do Policarpo o Palácio Benagazil, costruito su iniziativa del politico ed imprenditore Policarpo José Machado (1796-1875)